# Китайско-узбекистанские отношения
Китайско-узбекистанские отношения — двусторонние дипломатические отношения между Китаем и Узбекистаном. Обе страны — члены Шанхайской организации сотрудничества.

## История
Китай признал независимость Узбекистана 27 декабря 1991 года, а две страны установили отношения между собой 2 января 1992 года. Обе страны подписали «Китайско-узбекский договор о дружбе и сотрудничестве» в 2005 году во время встречи узбекского лидера Ислама Каримова с китайским лидером Ху Цзиньтао в Пекине.
Узбекистан сотрудничал с Китаем в экстрадиции антикитайских уйгурских активистов из страны.
Премьер-министр Узбекистана Абдулла Арипов назвал Китай «ближайшим партнёром» Узбекистана на встрече 26 августа 2019 года.
С марта 2021 года Узбекистан предоставил безвизовый въезд до 10 дней для граждан Китая. В совместном заявлении 2023 года страны выразили приверженность принципу «одного Китая» по тайваньскому вопросу, а также намерение продолжить проект железнодорожной ветки «Китай—Кыргызстан—Узбекистан».
В январе 2024 года председатель КНР Си Цзиньпин и президент Узбекистана Шавкат Мирзиёев повысили двусторонние отношения между странами до уровня «всепогодного всеобъемлющего стратегического партнерства в новую эпоху».
1 декабря 2024 года между Китаем и Узбекистаном был подписано соглашение о взаимной отмене виз со сроком пребывания до 30 дней за поездку или до 90 дней в течение 180 дней. Дата вступления в силу соглашения было назначено на 1 июня 2025 года.

## Экономические отношения
Китай является ведущим торговым партнёром Узбекистана, как крупнейший источник экспорта и импорта для страны. Китай также увеличивает кредиты на развитие в Узбекистане. Реализуются крупные проекты. Так в 2016 году при поддержке Китая открылся железнодорожный тоннель Камчик длиной более 19 километров. Китай рассматривает Узбекистан, как важнейшую часть инициативы «Один пояс и один путь».
За январь — май 2023 года в Узбекистане было создано 245 совместных предприятий.

### Комментарии
1. ↑  Термин «всепогодный» характеризуется тем, что стороны реализуют своё партнёрство и решают политические и экономические вопросы вопросы вне зависимости от внешних условий и международной ситуации.